# Auriga (constelação)
Auriga (abreviação: Aur), o Cocheiro ou, historicamente, o Auriga, é uma constelação do hemisfério celestial norte. O genitivo, usado para formar nomes de estrelas, é Aurigae.
As constelações limítrofes, segundo a padronização atual, são os Gêmeos, o Perseu, o Órion, a Girafa, o Touro e a Lince.

## Características
Conhecida desde a antiguidade, é facilmente reconhecível pelo pentágono que forma com as estrelas Alfa do Cocheiro (vulgo Capela), Beta do Cocheiro, Ióta do Cocheiro, Téta do Cocheiro e a intrusa Beta do Touro.

## Estrelas Mais Brilhantes
- Capela – De magnitude aparente 0,08;
- Beta do Cocheiro – De magnitude aparente 1,90;
- Téta do Cocheiro – De magnitude aparente 2,62;
- Ióta do Cocheiro – De magnitude aparente 2,69;
- Épsilon do Cocheiro– De magnitude aparente 2,99.[2]
- Gama do Cocheiro (Beta do Touro) - De magnitude aparente 1,7.